# Luckenwalde
Luckenwalde er administrationsby i landkreis Teltow-Fläming i den tyske delstat Brandenburg. Luckenwalde har haft stor betydning som industriby, og efter Tysklands genforening er der udviklet et stærkt turisterhverv.

## Geografi
Luckenwalde ligger omkring 50 kilometer syd for Berlin. Nord for Luckenwalde ligger Trebbin, mod syd Jüterbog, mod øst Baruth/Mark og mod vest Treuenbrietzen. Byen ligger i en højde af omkring 49 moh., men vinbjergene vest for bycenteret er 77 moh.
Som navnet siger er byen omgivet af skov, og Laubwald hænger sammen med de største skovområder i Brandenburg.
Gennem Luckenwalde løber floden Nuthe, hvis vand flere gange har forårsaget oversvømmelser i byen. Den er derfor reguleret med stemmeværk og kanaler. I middelalderen var Nuthe sejlbar med pramme fra Luckenwalde til udløbet i Havel. Floden var dengang op til 40 meter bred; i dag er den kun 1-2 meterog med en dybde på under 1 meter.
Luckenwalde ligger i udkanten af Naturpark Nuthe-Nieplitz.
Luckenwalde er opdelt i 3 bydele:
- Luckenwalde,
- Frankenfelde
- Kolzenburg.

## Historie
I 1285 købte Cistercienserordenens Kloster Zinna byen og stedets borg.
Luckenwalde lå ved et krydsningspunkt af vigtige veje: blandt andre gik saltruten fra Halle mod Berlin gennem Luckenwalde.
I 1680 overtog Brandenburg – Preußen herreskabet over Luckenwalde. 1684 grundlagde Christian Mauhl fra Schandau i Sachsen en virksomhed, der forsynede de preußiske regimenter.
Den senere studenterleder Rudi Dutschke blev født i Schönefeld ved Luckenwalde i 1940 og voksede op der. Der er opsat en mindetavle for ham på byens gymnasium. Rudi Dutschke levede sine sidste år i Danmark og døde i Århus i 1979.